# Dekanat woskriesieński
Dekanat woskriesieński – jeden z 48 dekanatów eparchii moskiewskiej obwodowej Rosyjskiego Kościoła Prawosławnego. Obejmuje cerkwie położone w rejonie woskriesieńskim obwodu moskiewskiego. Funkcjonują w nim cztery cerkwie parafialne miejskie, dziewiętnaście cerkwi parafialnych wiejskich, trzy cerkwie filialne, cerkiew-baptysterium i pięć kaplic.
Funkcję dziekana pełni protojerej Siergiej Jakimow.

## Cerkwie w dekanacie[1]
- Cerkiew św. Pantelejmona w Woskriesiensku
- Cerkiew Kazańskiej Ikony Matki Bożej w Aczkasowie
- Cerkiew Zmartwychwstania Pańskiego w Aszytkowie

Kaplica św. Mikołaja
- Cerkiew Wniebowstąpienia Pańskiego w Baranowskim

Kaplica Przemienienia Pańskiego
- Cerkiew Wszystkich Świętych Ziemi Ruskiej we Biełoozierskim

Cerkiew św. Dymitra Sołuńskiego w Biełoozierskim
- Cerkiew św. Jerzego w Waniłowie
- Cerkiew Świętych Kosmy i Damiana w Winogradowie

Cerkiew św. Jana Teologa w Winogradowie
- Cerkiew św. Jana Chryzostoma w Woskriesiensku

Cerkiew św. Jana Teologa w Woskriesiensku
Cerkiew-baptysterium św. Jana Chrzciciela
- Cerkiew Jerozolimskiej Ikony Matki Bożej w Woskriesiensku
- Cerkiew św. Mikołaja w Woskriesiensku
- Cerkiew Zmartwychwstania Pańskiego w Woskriesienskim
- Cerkiew Opieki Matki Bożej w Gubinie
- Cerkiew św. Michała Archanioła w Karpowie
- Cerkiew Trójcy Świętej w Konobiejewie
- Cerkiew Zaśnięcia Matki Bożej w Konstantinowie
- Cerkiew św. Sergiusza z Radoneża w Łopatinskim

Kaplica św. Aleksego Metropolity Moskiewskiego
- Cerkiew Podwyższenia Krzyża Pańskiego w Marczugach

Kaplica św. Pantelejmona
- Cerkiew Narodzenia Pańskiego w Michalewie
- Cerkiew św. Aleksandra Newskiego w Niewskim
- Cerkiew św. Eliasza w Pietrowskim
- Cerkiew św. Serafina z Sarowa w Fiedinie
- Cerkiew Przemienienia Pańskiego w Fosforitnym
- Cerkiew Wprowadzenia Matki Bożej do Świątyni w Chorłowie

Kaplica Ikony Matki Bożej „Życiodajne Źródło”